# Wouter van Rethel
Wouter van Rethel (overleden in 1262) was van 1251 tot aan zijn dood graaf van Rethel. Hij behoorde tot het huis Rethel.

## Levensloop
Wouter was de derde zoon van graaf Hugo II van Rethel uit diens huwelijk met Felicitas van Broyes, vrouwe van Beaufort en Ramerupt.
In 1251 werd hij graaf van Rethel, nadat zijn oudere broers Hugo III en Jan zonder mannelijke nakomelingen waren overleden. Wouter bleef dit tot aan zijn eigen dood in 1262.
Voor zover bekend bleef hij ongehuwd en kinderloos. Zijn jongere broer Manasses V volgde hem op.